# Kalo (Logistik)
Der Kalo (italienisch calo = Rückgang, Schwund, Abnahme) bezeichnet den natürlichen Gewichtsverlust einer gelagerten Ware, beispielsweise durch Trocknung.:146 In der Produktion von Whiskey spricht man statt von Kalo vom Angels’ share (englisch für „Engelsanteil“). Der zu tolerierende Kalo anfälliger Waren wurde in verschiedenen Handelsvereinbarungen, beispielsweise im Eisenbahnverkehr, auch gesetzlich festgeschrieben. Der Kalo ist der Gewichtsverlust, den der Käufer einer Ware in Kauf nehmen muss. Wenn also 1000 kg Ware laut Lieferschein verschifft wurden, dann muss der Käufer die Menge abzüglich des Kalos als erfüllten Auftrag akzeptieren. Bei 2 % Kalo gelten also 980 kg als voll gelieferte Menge.
Im Gegensatz zum Manko (Fehlbestand):190 ist der Kalo eine erklärte Abweichung, d. h. dass er erwartet ist und als natürlich verstanden wird. Ebenfalls zu unterscheiden sind Trocknungsprozesse, beispielsweise von Früchten (Datteln, Feigen), Fischen (Stock- oder Klippfisch) oder Fleischwaren (Schinken, Rauchwaren usw.), bei denen die Änderung gezielt herbeigeführt wird, um die Haltbarkeit zu erhöhen. Kalo wird veranschlagt, wenn die Ware einen konsumfertigen Zustand hat und nur noch bis zum Verkauf oder Verbrauch aufbewahrt oder transportiert werden soll.
Mit zunehmenden Möglichkeiten der Verpackung und damit des reduzierten Gewichtsverlusts verlor der Begriff seine Bedeutung in der Logistik und ist weitgehend aus dem Sprachgebrauch entfallen.